# العلاقات الكمبودية المالاوية
العلاقات الكمبودية المالاوية هي العلاقات الثنائية التي تجمع بين كمبوديا ومالاوي.

## مقارنة بين البلدين
هذه مقارنة عامة ومرجعية للدولتين:
| وجه المقارنة                                              | كمبوديا                   | مالاوي                     |
| --------------------------------------------------------- | ------------------------- | -------------------------- |
| المساحة (كم2)                                             | 181.03 ألف                | 118.48 ألف                 |
| عدد السكان (نسمة)                                         | 16.01 مليون               | 18.62 مليون                |
| الكثافة السكانية (ن./كم²)                                 | 88.44                     | 157.16                     |
| العاصمة                                                   | بنوم بنه                  | ليلونغوي، زومبا            |
| اللغة الرسمية                                             | اللغة الخميرية            | لغة إنجليزية، لغة الشيشيوا |
| العملة                                                    | ريال كمبودي، دولار أمريكي | كواشا ملاوية               |
| الناتج المحلي الإجمالي (بليون دولار)                      | 22.16 مليار               | 6.30 مليار                 |
| الناتج المحلي الإجمالي (تعادل القوة الشرائية) بليون دولار | 54.37 مليار               | 22.43 مليار                |
| الناتج المحلي الإجمالي الاسمي للفرد دولار أمريكي          | 1.16 ألف                  | 338                        |
| الناتج المحلي الإجمالي للفرد دولار أمريكي                 | 3.26 ألف                  | 1.20 ألف                   |
| مؤشر التنمية البشرية                                      | 0.555                     | 0.445                      |
| رمز المكالمات الدولي                                      | +855                      | +265                       |
| رمز الإنترنت                                              | .kh                       | .mw                        |
| المنطقة الزمنية                                           | ت ع م+07:00               | ت ع م+02:00                |

## منظمات دولية مشتركة
يشترك البلدان في عضوية مجموعة من المنظمات الدولية، منها:
| علم المنظمة | اسم المنظمة                                                | تاريخ انضمام كمبوديا | تاريخ انضمام مالاوي |
| ----------- | ---------------------------------------------------------- | -------------------- | ------------------- |
|             | مؤسسة التنمية الدولية                                      | 22 يوليو 1970        | 19 يوليو 1965       |
|             | يونسكو                                                     | 3 يوليو 1951         | 27 أكتوبر 1964      |
|             | وكالة ضمان الاستثمار متعدد الأطراف                         | 1 ديسمبر 1999        | 12 أبريل 1988       |
|             | الأمم المتحدة                                              | 14 ديسمبر 1955       | 1 ديسمبر 1964       |
|             | العملية المشتركة للاتحاد الأفريقي والأمم المتحدة في دارفور | ?                    | ?                   |
|             | الاتحاد البريدي العالمي                                    | ?                    | ?                   |
|             | البنك الدولي للإنشاء والتعمير                              | 22 يوليو 1970        | 19 يوليو 1965       |
|             | الاتحاد الدولي للاتصالات                                   | 10 أبريل 1952        | 19 فبراير 1965      |
|             | منظمة حظر الأسلحة الكيميائية                               | ?                    | ?                   |
|             | مؤسسة التمويل الدولية                                      | 26 مارس 1997         | 19 يوليو 1965       |
|             | المركز الدولي لتسوية المنازعات الاستشارية                  | 19 يناير 2005        | 14 أكتوبر 1966      |
|             | منظمة التجارة العالمية                                     | ?                    | ?                   |
|             | منظمة الشرطة الجنائية الدولية                              | ?                    | ?                   |

## وصلات خارجية
- موقع وزارة الخارجية الكمبودية